# BMW R69
De BMW R 69 is een motorfiets van het merk BMW.

## Voorgeschiedenis
Rond 1950 stonden de BMW’s weliswaar bekend als betrouwbaar en degelijk, maar ze waren uitermate zwaar en het vermogen van het toermodel R 67/2 was met 28 pk niet opgewassen tegen de buitenlandse concurrentie. De laatste sportieve BMW dateerde van voor de oorlog (R 66). Daarom bracht men in 1952 de R 68 uit. Die had door nieuwe cilinders en cilinderkoppen toe te passen liefst 35 pk aan boord. De motor was weliswaar ontwikkeld uit de R 67/2, maar miste opmerkelijk genoeg de centrifugaalvervroeger op de ontsteking, waardoor het linker handvat nog steeds diende voor de handmatige vervroeging. Een lastig en moeilijk te bedienen systeem, dat bij onoordeelkundig gebruik tot motorschade kon leiden. Jammer genoeg veroorzaakte het gestegen vermogen geen grotere populariteit. Integendeel, het vooroorlogse rijwielgedeelte was helemaal niet opgewassen tegen zo veel pk's: de plunjervering achter kon het achterwiel niet aan de grond houden en de telescoopvork kon zijn taak evenmin aan. Er gebeurden zelfs ernstige ongelukken. Daarom werd de productie na slechts 1.453 exemplaren in 1956 al gestaakt. Dat was voor BMW begrippen nog best een lange tijd geweest, maar de motormarkt was aan het instorten in die periode. De R 68 was het laatste BMW model dat nog - naast de voetschakeling - een handschakelhendel op de versnellingsbak had. Het was ook het laatste model met een rechtsdraaiende cardanas, waarbij het kroonwiel van de eindaandrijving dus aan de buitenkant moest zitten. In 1955 kwam de R 69 als opvolger op de markt. Die was aan de voorkant voorzien van een Earles voorvork. Achter was de plunjervering vervangen door een swingarm met telescoop veer/schokdempers die bovendien waren voorzien van een instelbare voorspanning waarmee de veerweg kon worden verkort indien een duo passagier meereed.

## R 69
De BMW R 69 werd in 1955 geïntroduceerd als opvolger van de R 68. De R 69 maakte deel uit van een hele serie nieuwe modellen: het 250cc toermodel R 26, het 500cc toermodel R 50, het 600cc toermodel R 60 en het 600cc sportmodel R 69. Deze hele serie bestond uit “Vollschwingen BMW’s”, waardoor de rij-eigenschappen aanmerkelijk beter waren dan die van hun voorgangers. De R 69 had zoals gezegd een swingarm achtervering gekregen met twee geheel ingekapselde veer/dempingselementen, waarvan de voorspanning instelbaar was. Het achterframe maakte nog dezelfde “lus” naar beneden die ook de plunjergeveerde modellen hadden, waardoor dit nieuwe systeem op het eerste gezicht niet eens opviel. De Earles schommelvoorvork (met dezelfde veer/demperelementen) was des te opvallender. Schommelvorken waren eigenlijk al uitgestorven, en BMW was een van de eerste merken geweest die telescoopvorken toepasten. Engelse merken waren er bijvoorbeeld later mee gekomen, maar hadden wellicht daardoor meer moderne voorvorken ontwikkeld, zoals de Teledraulic en later de Roadholder fork. In elk geval was de stap die BMW zette een technische verbetering, maar het uiterlijk van de BMW’s ging er nog steeds niet op vooruit. Ook de nog steeds toegepaste zweefzadels droegen bij aan het ouderwetse uiterlijk van de machines. Een Triumph T 110 Tiger uit dezelfde periode was een uitermate sportief ogende motorfiets. De R 69 had nog steeds een gelast buisframe (dubbel wiegframe) met zijspankoppelingen. Er waren volle naaf trommelremmen voor en achter. Motorblok en versnellingsbak waren van gegoten aluminium met gietijzeren cilinders en aluminium cilinderkoppen. De nokkenas lag boven de krukas en werd door tandwielen aangedreven. De stoterstangen lagen in verchroomde buisjes boven de cilinders. Motor en versnellingsbak zaten niet meer met steekassen in het frame, maar waren geschroefd, waarbij alleen de bovenste motorbevestiging van rubber schijven voorzien was. De extra handversnellingspook, die op de versnellingsbak van de voorgaande modellen zat, was bij de komst van deze serie motorfietsen voorgoed verdwenen. Het vermogen was ten opzichte van de R 68 niet gewijzigd. De cardanas lag voor het eerst niet meer in de buitenlucht, maar in een cardantunnel waarin een oliebad zat. In de loop der tijd werden ook elektrische richtingaanwijzers (de “Koeienogen”) en een duozadel leverbaar. De BMW R 69 was een sportmotor met als toeristische tegenhanger de R 60. De opvolger van de R 69 was de R 69 S uit 1960.

## Technische gegevens
| Periode                        | 1955-1960                              | 1955-1960                              | 1955-1960                              |
| Categorie                      | sportmotor                             | sportmotor                             | sportmotor                             |
| Motortype                      | kopklepmotor                           | kopklepmotor                           | kopklepmotor                           |
| Bouwwijze                      | langsgeplaatste tweecilinderboxermotor | langsgeplaatste tweecilinderboxermotor | langsgeplaatste tweecilinderboxermotor |
| boring                         | 72 mm                                  | 72 mm                                  | 72 mm                                  |
| slag                           | 73 mm                                  | 73 mm                                  | 73 mm                                  |
| Cilinderinhoud                 | 590 cc                                 | 590 cc                                 | 590 cc                                 |
| Max. Vermogen                  | 26 kW/35pk                             | 26 kW/35pk                             | 26 kW/35pk                             |
| Topsnelheid                    | 155 km/h                               | 155 km/h                               | 155 km/h                               |
| Aandrijving                    | cardanas                               | cardanas                               | cardanas                               |
| Rijwielgedeelte                | dubbel wiegframe, buisframe            | dubbel wiegframe, buisframe            | dubbel wiegframe, buisframe            |
| Leeg gewicht                   | ca. 198 kg                             |                                        |                                        |
| Max. totaalgewicht             | 360 kg                                 |                                        |                                        |
| Max. totaalgewicht met zijspan | 600 kg                                 |                                        |                                        |
| Voorganger                     | R 68                                   | R 68                                   | R 68                                   |
| Opvolger                       | R 69S                                  | R 69S                                  | R 69S                                  |